# Brunettia grossipenna
Brunettia grossipenna är en tvåvingeart som beskrevs av Quate 1967. Brunettia grossipenna ingår i släktet Brunettia och familjen fjärilsmyggor. Inga underarter finns listade i Catalogue of Life.